# Anna Mitgutsch

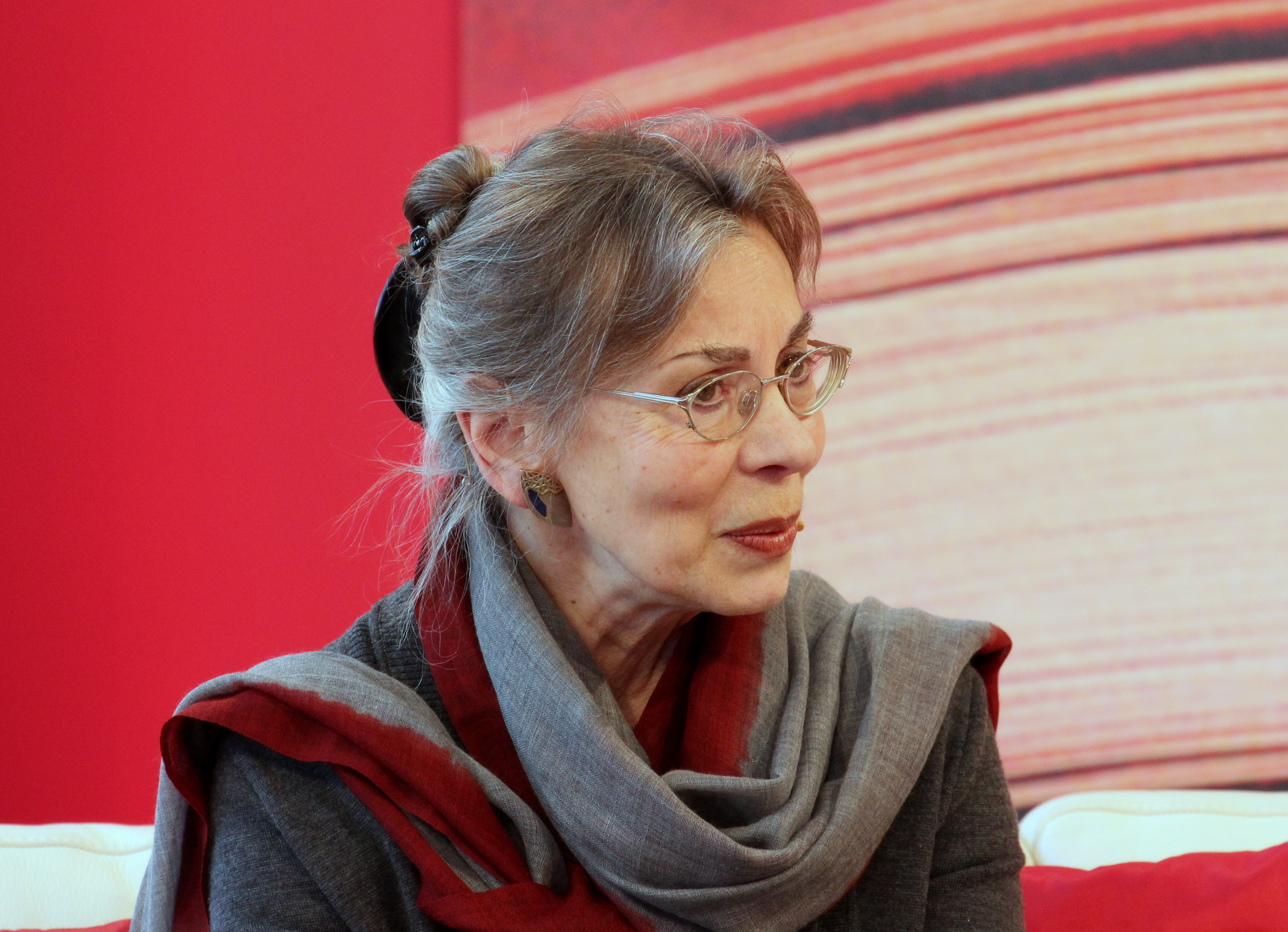
Anna Mitgutsch (2016).

Waltraud Anna Mitgutsch (Linz, 2 oktober 1948) is een Oostenrijkse schrijfster van romans, en een literatuurwetenschapster.
Anna Mitgutsch bezocht tot 1967 het gymnasium in Linz, waarna ze aan de universiteit van Salzburg anglistiek en germanistiek ging studeren. Na verschillende reizen doceerde ze van 1971 tot 1973 aan de universiteiten van Norwich en Kingston-upon-Hull. Ze behaalde haar doctoraat in Salzburg in 1974, met een studie over Ted Hughes, en vervolgens assisteerde ze vier jaar aan het instituut voor amerikanistiek aan de universiteit van Innsbruck.
In 1978 trok ze naar Seoel, alwaar ze als assistent-professor voor Duits en Engels werkzaam was. Tussen 1980 en 1985 doceerde ze aan verscheidene universiteiten aan de Oostkust van de Verenigde Staten. Sedert 1985 is ze zelfstandig schrijfster, en woont ze afwisselend in Linz en in Boston. Tot 2000 was ze lid van de Oostenrijkse afdeling van de International PEN; ze zetelt daarnaast in de Grazer Autorenversammlung en de Interessengemeinschaft Österreichischer Autorinnen und Autoren.
Anna Mitgutsch won verschillende prijzen, waaronder de Gebroeders-Grimm-Prijs van de stad Hanau (1985), de Kulturpreis des Landes Oberösterreich (1986), de Anton-Wildgans-Preis (1992), de Österreichischer Würdigungspreis für Literatur (2001), de Solothurner Literaturpreis (2001), alsmede de Kunstwürdigungspreis der Stadt Linz (2002).

## Werken
- 1974 Zur Lyrik von Ted Hughes
- 1980 Metaphorical gaps and negation in the poetry of W.S. Merwin, Mark Strand, and Charles Simic
- 1981 The image of the female in D. H. Lawrence's poetry
- 1985 Die Züchtigung
- 1986 Das andere Gesicht
- 1989 Ausgrenzung
- 1992 In fremden Städten
- 1995 Abschied von Jerusalem
- 1999 Erinnern und erfinden
- 2000 Haus der Kindheit
- 2003 Familienfest
- 2007 Zwei Leben und ein Tag

- Bibsys: 90862068
- Biblioteca Nacional de España: XX961970
- Bibliothèque nationale de France: cb12037829p (data)
- CiNii: DA06898081
- Gemeinsame Normdatei: 119527421
- International Standard Name Identifier: 0000 0001 1078 3844
- Library of Congress Control Number: n81068525
- Nationale Bibliotheek van Letland: 000121578
- Bibliotheek van het Japanse parlement: 00847472
- Nationale Bibliotheek van Tsjechië: xx0015548
- Nationale bibliotheek van Australië: 36135837
- Nationale Bibliotheek van Israël: 987007265580505171
- Nationale Bibliotheek van Polen: a0000002452821
- Nationale en Universitaire bibliotheek Zagreb: 000325810
- Nederlandse Thesaurus van Auteursnamen: 071754318
- Réseau des bibliothèques de Suisse occidentale: 02-A013119451
- Istituto Centrale per il Catalogo Unico: RAVV086302
- LIBRIS: 241186
- Système universitaire de documentation: 077397053
- Trove: 1218260
- Virtual International Authority File: 95198587
- WorldCat: E39PBJtcBwHdg7CBDH9VRtB9Dq